# シドニー・ドーシー
シドニー・ドーシー(Sidney Dorsey、1940年2月23日 - ）は1996-2000年にジョージア州ディカーブ郡で保安官に就任した最初のアフリカ系アメリカ人。2000年の決選投票でダーウィン・ブラウンに敗れると、彼の殺害を計画した。

## 1979-81年のアトランタ連続殺人の捜査班
1996年の前は、殺人で有罪になったウェイン・ウィリアムズの事件を再捜査するチームにいた。ドーシーは、ウェイン・ウィリアムズの有罪について公に疑問の声を上げた人々(被害者家族も含まれる)のうちの1人である。ドーシーは次のように述べている。"連続殺人のことを把握する多くの人々は、私がそうであるように、ウェイン・ウィリアムズは事件に関係していないと信じている" ウィリアムズは1979-81年のアトランタ連続殺人の第一容疑者とされ、1982年1月に2人の成人男性殺害で有罪判決を受けた。ドーシーはアトランタ署の殺人課の刑事として、1981年にウィリアムズ自宅の捜索の指揮を取っている。

## ダーウィン・ブラウン殺害事件
2000年12月15日、11月に保安官選挙でドーシーを破って当選したダーウィン・ブラウン警部がディケーターの自宅で殺害された。2002年7月10日、ブラウンの殺害で有罪となる。動機はブラウンが予定していたドーシーの任期中の不正行為の捜査を妨害するためとされた。
ジョージア州上級裁判所の判事シンシア・ベッカーはドーシーに、殺害の計画で終身刑、恐喝および公選職員の宣誓違反で23年を追加、窃盗による公選職員の宣誓違反で同時執行で10年から15年の懲役の判決を言い渡した。ドーシーは現在、Georgia Diagnostic and Classification State Prison に収監されている。
2007年、ドーシーが保安官選挙で負けた腹いせにブラウンの殺害計画に加担したことを認めたと伝えられる。彼はブラウンが殺される前に計画の中止を試みたものの、うまく行かなかったと言っている。